# 容村
容村（法語：Jons，法語發音：[ʒɔ̃]）是法国罗讷省的一个市镇，属于里昂区。

## 地名
该地名“Jons”发音为[ʒɔ̃]，字母“s”不发音，《世界地名译名词典》将其误译作“容斯”。

## 地理
容村（45°48'4"N, 5°5'0"E）面积7.41 平方千米，位于法国奥弗涅-罗讷-阿尔卑斯大区罗讷省，该省份为法国中东部省份，北起顺时针与索恩-卢瓦尔省、安省、里昂大都会、伊泽尔省和卢瓦尔省接壤。
与容村接壤的市镇（或旧市镇、城区）包括：巴朗、涅夫罗、皮西尼昂、维莱特当通、若纳日。

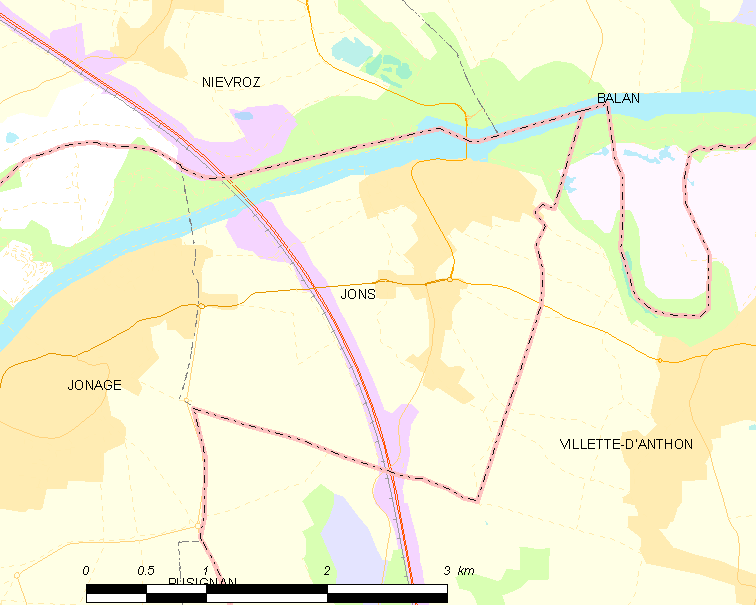
容村的OSM定位图

容村的时区为UTC+01:00、UTC+02:00（夏令时）。

## 行政
容村的邮政编码为69330，INSEE市镇编码为69280。

## 政治
容村所属的省级选区为热纳斯县。

## 人口

1962-2008年间容村人口变化图示

容村于2022年1月1日时的人口数量为1594人。